# Jean-Luc Raharimanana
Jean-Luc Raharimanana, né à Tananarive le 26 juin 1967, est un écrivain malgache en langues française et malgache.
Romancier, essayiste et poète, il est également auteur de pièces de théâtre, de contes musicaux et metteur en scène.

## Biographie
Né en 1967 à Antananarivo, Jean-Luc Raharimanana reçoit à l’âge de 22 ans le prix Tardivat International de la meilleure nouvelle de langue française (RFI, ACCT, Le Monde), quitte Madagascar et vient s’installer en France grâce à une bourse d’étude. L’année d’après, il décroche le prix Tchicaya U Tam'si du théâtre interafricain (RFI).
Artiste engagé, refusant la haine, il se consacre à l’écriture, à la pensée et au théâtre. Il s’attaque aux mots, malaxe le sens jusqu’à ce que leur musicalité pénètre au plus profond du lecteur, ancre la mémoire dans le corps, et fait acte de beauté dans le dire et l’écrit.
Il est l’auteur de dix-huit livres, recueils, nouvelles, récits, romans, et participe à l’écriture d’ouvrages collectifs. En 1998, il se voit décerner le grand prix littéraire de Madagascar (ADELF), pour Rêves sous le linceul et, en 2011, le prix de la poésie du Salon du livre insulaire d’Ouessant, pour Les Cauchemars du gecko.
Dans un style lyrique et poétique, malgré la traversée des violences et de l’histoire tourmentée, il entrevoit toute la beauté de notre monde.
Le théâtre occupe une place prépondérante dans sa carrière. Auteur de nombreuses pièces et de contes musicaux, il porte lui-même ses textes à la scène et fonde, en 2014, la compagnie SoaZara, regroupant dramaturges, musiciens, vidéastes et danseurs. Sa création de 2018, Parfois le vide, encensée par la critique, tourne partout en France.
En lien avec le réseau Afrique 37, Indre et Loire, il participe en 2002 à la création du festival Plumes d’Afrique proposant spectacles, débats, tables rondes, conférences, expositions, concerts, projections, et projets scolaires autour des expressions littéraires et artistiques d’Afrique francophone.
En parallèle de ses publications et créations théâtrales, il est directeur de la collection « Fragments » aux éditions Vents d'ailleurs. Conférencier et traducteur, il sillonne le monde pour parler écriture et littérature. Il participe à de nombreuses manifestations culturelles, donne des cycles de conférence, mène des masterclass et tient des ateliers d’écriture avec les institutions et les théâtres autour de la question francophone.
En septembre 2021, il cofonde avec Nassuf Djailani les éditions Project'Îles.

## Publications
- Tisser, récit, Mémoire d'encrier, 2021
- Trois tresses, conte pour enfants, illustrations de Griotte, Dodo Vole, 2018
- Revenir, roman, Payot et Rivages, 2018
- Empreintes, poésie, Vents d'ailleurs 2015
- Enlacement(s), poésie (coffrets de trois livres), Vents d'ailleurs, 2012 ; rééd. séparée de chaque titre (Des ruines, Obscena et Il n’y a plus de pays), 2013
- Les Cauchemars du gecko, théâtre/poésie, Vents d’ailleurs, 2010
- Tsiaron’ny nofo, tononkalo, poésie (en malgache), Éditions K'A, 2008
- Za, roman, Philippe Rey, 2008
- Le Prophète et le Président, théâtre, Ndzé éditions, 2008
- Madagascar 1947, essai, Vents d’ailleurs, 2007, rééd. bilingues, 2008, 2014
- L’Arbre anthropophage, Joëlle Losfeld, 2004
- Landisoa et les trois cailloux, album jeunesse, illustration de Jean Andrianaivo Ravelona, Edicet/Hachette, 2001
- Nour, 1947, roman, Le Serpent à plumes, 2001 ; rééd. Vents d’ailleurs, 2017
- Rêves sous le linceul, nouvelles, Le Serpent à plumes, 1998, rééd. Motifs, 2004
- Lucarne, nouvelles, Le Serpent à plumes, 1996, rééd. Motifs, 1999

### Livres de photos
- Portraits d’insurgés, photos de Pierrot Men, Vents d’ailleurs, 2010
- Maiden Africa, photos de Pascal Grimaud, Trans photographique Press, 2009
- Le Bateau ivre. Histoire en terre malgache, photos de Pascal Grimaud, Images en manœuvre, 2003

### Direction d’ouvrage
- Dernières nouvelles de la Françafrique, en collaboration avec Soeuf Elbadawi, Vents d’ailleurs, 2003
- Dernières nouvelles de la colonisation, Vents d’ailleurs, 2006

### Direction de livres critiques et universitaires
- « La Littérature malgache », revue Interculturel Francophonies, 188 pp, Lecce, Italie, 2001
- « Identités, langues et imaginaires dans l’océan Indien », revue Interculturel Francophonies, 303 pp, Lecce, Italie, 2003
- « Jacques Rabemananjara », revue Interculturel Francophonies, 357 pp, Lecce, Italie, 2007
- « Les Comores, une littérature en archipel », coordonné avec Magali Nirina Marson, revue Interculturel Francophonies, 384 pp, Lecce, Italie, 2011

## Théâtre - création
- Parfois le vide, texte, mise en scène et interprétation par l’auteur, musique de Tao Ravao & Jean-Christophe Feldhandler, voix et flûte traversière : Géraldine Keller. Compagnie SoaZara, Théâtre Antoine Vitez d’Ivry-sur-Seine, Le Tarmac, Les francophonies en Limousin, avec le soutien de la région Centre, de la DRAC centre, festival Plumes d’Afrique, région Île-de-France, 2018
- Empreintes, duo avec le chorégraphe et danseur Miguel Nosibor. Théâtre d’Aubagne, Compagnie En Phase, CDNCD Chateauvallon, Théâtre Comoedia, La Distillerie d’Aubagne. 2015
- Rano, rano, texte et mise en scène de Raharimanana, Compagnie SoaZara, Compagnie Notoire, Théâtre les Bambous, Saint Benoît, La Réunion, 2014
- Des ruines..., mise en scène de Thierry Bedard. Création Athénor Scène nomade à Nantes, Le Forum de Blanc-Mesnil, Notoire / de l’étranger(s). 2010. Maison de la Poésie à Paris, 2012
- Obscena, performance de et avec Raharimanana, musique de Philippe Foch. Théâtre Athénor, Saint Nazaire/Nantes
- Par la nuit, lecture musicale / ciné-performance de et avec Raharimanana, musique de Tao Ravao, festival Contre-Courant, île de la Barthelasse, festival d'Avignon et en ouverture du festival international du film de Rotterdam, Opéra de Rotterdam, Latérit-Production. 2009
- Les Cauchemars du Gecko, mise en scène de Thierry Bedard. Création festival dʼAvignon, Notoire / de l’étranger(s). 2009
- 47, mise en scène de Thierry Bedard. Création centre culturel Albert Camus, Tananarive Madagascar, Notoire / de l’étranger(s). 2008
- Excuses et dires liminaires de Za, concert, mise en voix de Thierry Bedard. Création Bonlieu, Scène nationale, Annecy, Notoire / de l’étranger(s). 2008

## Prix et distinctions
- 1987 : prix Jean-Joseph-Rabearivelo de poésie
- 1989 : prix Tardivat International de la meilleure nouvelle de langue française (RFI, ACCT, Le Monde)
- 1990 : prix Tchicaya U Tam'si du théâtre interafricain, théâtre
- 1998 : grand prix littéraire de Madagascar (ADELF), pour Rêves sous le linceul
- 2011 : prix de la poésie, Salon du livre insulaire d’Ouessant, pour Les Cauchemars du gecko[4]
- 2018 : prix Jacques-Lacarrière pour Revenir